# Фарли, Мелисса
Мелисса Фарли (род. 1942, Сан-Франциско, Калифорния) — американский клинический психолог, исследователь и радикальная феминистская активистка, выступающая против порнографии и проституции. Известна своими исследованиями последствий проституции, торговли людьми и сексуального насилия. Основательница и директриса базирующейся в Сан-Франциско организации «Исследования проституции и образование» .

## Карьера
Мелисса Фарли, клинический психолог с более чем 45-летним опытом, консультант агентств, правительств, медицинских центров, защитников секс-работников и женщин- жертв торговли людьми. Среди них Организация Объединённых Наций, Калифорнийская комиссия медицинской экспертизы, Государственный департамент США, «Центр мировых исследований коренных народов», «Коалиция индейских женщин Миннесоты», «Кризисный центр камбоджийских женщин». Мелисса Фарли была преподавательницей «Центра мировых исследований коренных народов» и вела семинары по исследованиям социальных изменений в Мексике. Её исследования использовались правительствами Южной Африки, Канады, Франции, Новой Зеландии, Ганы, Швеции, Великобритании и США для разработки политики по борьбе с проституцией и торговлей людьми. Исследование Фарли о торговле людьми и проституции индейских женщин послужило источником для исторического романа «Ночной сторож» (персонаж Веры).

### Исследования

#### Женщины, занимающиеся проституцией
С 1993 года Фарли исследовала проституцию и торговлю людьми в 14 странах и во множестве исследований сделала вывод о высоком уровне насилия и посттравматического стрессового расстройства среди женщин, занятых в секс-индустрии.
В статье 2004 года, обобщающей исследования проституции в девяти странах (Канада, Колумбия, Германия, Мексика, Южная Африка, Таиланд, Турция, США и Замбия) было опрошено 854 человека (782 цисгендерных женщины и девушки, 44 трансгендерных человека и 28 цисгендерные мужчин), занимающихся проституцией или недавно вышедших из неё. Опрошенные представляли различные виды секс-работы: уличные проститутки, легальные и нелегальные секс-работники публичных домов, стриптизёрши и другие, при этом группы опрошенных различались в зависимости от страны. Был сделан вывод о высоких показателях насилия и посттравматического стресса: 71 % респондентов подвергались физическому насилию во время занятий проституцией , 63 % были изнасилованы и 68 % соответствовали критериям посттравматического стрессового расстройства. 89 % (699) опрошенных заявили, что хотели бы бросить проституцию, но не имеют других средств заработка. Такие выводы противоречили распространенным мифам о проституции. Так, были подвергнуты сомнению мифы о том, что худший вид проституции это уличная, что проституция мужчин и мальчиков отличается от проституции женщин и девочек, что большинство тех, кто занимается проституцией, добровольно соглашаются на это, что большинство людей занимаются проституцией из-за наркозависимости, что проституция качественно отличается от торговли людьми, и что легализация или декриминализация проституции уменьшит её вред.
В статье 1998 года об уличных секс-работниках Сан-Франциско был сделан вывод о заметной тенденции насилия в жизни опрошенных, начиная с детства. 57 % респондентов сообщили о сексуальном насилии в детстве, 49 % сообщили о другом физическом насилии, 68 % были изнасилованы в проституции, 82 % сообщили о физическом нападении и 83 % сообщили об угрозах оружием. Частота и тяжесть посттравматического стрессового расстройства коррелировали с количеством насилия, которому подвергался секс-работник. 84 % респондентов сообщили о том, что они были бездомными.
В сентябре 2007 года Фарли опубликовала книгу о Проституции в Неваде, в которой был сделан вывод о том, что, хотя в Неваде есть легальные публичные дома, 90 % проституции в штате происходит в Лас-Вегасе и Рино (в округах, где проституция незаконна) или за пределами официально признанных публичных домов. 81 % из 45 легальных секс-работников публичных домов, у которых было взято интервью, заявили, что хотели бы бросить проституцию, многие из них были физически неспособны сделать это. По словам Фарли, во время интервью ей угрожал оружием владелец борделя.
Методология исследований Фарли подверглись критике со стороны социолога Рональда Вейцера из-за отсутствия прозрачности в интервью, способа преобразования ответов в статистические данные, предвзятости выборки в пользу маргинализированных секс-работников (таких как уличные работники), а также общую установку Фарли на противодействие любым видам секс-работы. Фарли была обвинена в том, что попала под влияние радикальной феминистской идеологии. В 2002 году были опровергнуты результаты Фарли по измерению уровня посттравматического стрессового расстройства у израильских секс-работников. Из 55 женщин, согласившихся дать интервью, 17 % соответствовали критериям посттравматического стрессового расстройства (по сравнению с 68 % у Фарли). Однако
отчёт министерства труда и социального обеспечения Израиля был ближе к данным Фарли:
- 30 % проституток пытались покончить жизнь самоубийством
- 50 % проституток страдало от посттравматического синдрома
- у 40 % проституток наблюдаются диагностированные проблемы с психическим здоровьем
- 27 % проституток ранее были госпитализированы в психиатрические больницы
- у 20 % проституток было диагностировано расстройство пищевого поведения

Против Фарли выступил «Английский коллектив проституток», ратующий за декриминализацию проституции, назвав выводы Фарли «абсурдными и необоснованными». Подвергалось критике финансирование исследований Фарли от организаций по борьбе с торговлей людьми (30 % финансирования исследовательского проекта проституции было предоставлено Управлением Государственного департамента США по мониторингу и борьбе с торговлей людьми). В ответ Фарли заявила, что такое финансирование не повлияло на её исследования, особенно на их методы и выводы.
В 2018 году Фарли провела интервью и опубликовала статью о том, как необходимо движению #MeToo понять и учесть опыт женщин, вовлечённых в проституцию.

#### Мужчины, которые покупают секс
Фарли является соавтором серии исследований мужчин, покупающих секс. Согласно исследованию 2015 года, покупатели секс-услуг имеют много общего с мужчинами, практикующими сексуальное принуждение. Первое из этих исследований, основанное на интервью с покупателями секс-услуг (" джонами ") в Эдинбурге и Чикаго, было опубликовано в апреле и мае 2008 года. Вывод, основанный на структурированных интервью с более чем 100 мужчинами, свидетельствовал о высоком уровне оскорбительного, хищнического и бесчеловечного отношения к проституткам (и женщинам в целом) со стороны покупателей. Согласно исследованиям, многие мужчины описывали свое поведение как зависимость; большой процент заявил, что возможность публичного разоблачения или включения в реестр сексуальных преступников удержит их от покупки секса у проституток. Аналогичные результаты были получены в результате исследования Ферли покупателей секс-услуг в Камбодже в 2012 году.
В 2008 году, в ответ на шотландское исследование, в шотландский парламент был направлен документ, подписанный примерно 15 учеными и экспертами по сексуальному здоровью, в котором осуждались методы и выводы исследования Фарли.

#### Другие исследования
Фарли автор и соавтор нескольких исследований, спонсируемых Исследовательским институтом Фонда Кайзера, о долгосрочных последствиях сексуального насилия и травм для здоровья. Некоторые исследования делают выводы о более высоких показателях диссоциации и соматизации у пациентов, подвергшихся сексуальному насилию в детстве, чем у пациентов без такого анамнеза.
Частота симптомов выше у пациентов с большим количеством сексуальных абьюзеров в истории злоупотреблений. В одном исследовании сообщалось о более высоких показателях посттравматического стрессового расстройства, обращений в отделения неотложной помощи, медицинских посещений и назначений рецептов у пациентов, подвергшихся сексуальному насилию в анамнезе, чем у тех, кто не подвергался сексуальному насилию, а также об относительно высоких показателях у людей с неясными воспоминаниями о насилии.

### Организация «Исследования в области проституции и образование»
Мелисса Фарли является основателем и директором организации вида 501(c)(3) организация, освобождённой от федерального налога, под названием «Исследования в области проституции и образование», базирующейся в Сан-Франциско. Спонсорами организации являются Женские центры Сан-Франциско. Организация проводит исследования по проблемам проституции, порнографии и торговли людьми, а также предлагает образование и консультации другим исследователям, «выжившим» (вышедшим из секс-работы), общественности и политикам. Его цель — «отменить институт проституции, одновременно выступая за альтернативы торговле людьми и проституции, включая эмоциональное и физическое здоровье женщин, занимающихся проституцией».

## Активизм
Фарли выступает за отмену проституции, полагая, что проститутка является более слабым партнером в сделке (что делает проституцию по своей сути эксплуататорской и травмирующей). Фарли выступает против повсеместной декриминализации проституции, а также против объединений, которые выступают за легализацию или декриминализацию проституции (COYOTE). В свою очередь, по мнению этих активисток, исследования Фарли дискредитируют и искажают женщин, работающих в секс-индустрии.
В 1985 году Фарли была активисткой по борьбе с порнографией. Вместе с писательницей Никки Крафт возглавила компанию по публичному уничтожению принадлежащих книжным магазинам копий порнографических журналов Пентхаус и Хастлер, обвинив их в насильственной порнографии. За свои действия Фарли была арестована 13 раз в девяти штатах. В 2007 году она давала показания в качестве эксперта на слушаниях в суде по покупке здания оружейного арсенала в Сан-Франциско для размещения в нём продакшн-студии порнографической компании Kink.com, при этом Фарли сравнила продукцию компании с изображениями пыток заключенных в тюрьме Абу-Грейб. Фарли выступает против садомазохизма. В её эссе «Десять ложных мифов о садомазохизме» излагается её неприятие практики БДСМ; по её мнению, такая практика является оскорбительной, вредной и антифеминистской. 29 апреля 2009 года Фарли выступила в радиопрограмме Intelligence Squared US в пользу утверждения: «Платить за секс неправильно».

### Споры
11 июня 2003 года в Палате представителей Новой Зеландии Фарли пытались обвинить в том, что она сфабриковала и исказила данные отчётов о проституции в Новой Зеландии, проводила свои исследовательские проекты без надзора со стороны комитета по этике Новой Зеландии, платила некоторым участникам интервью, делала ложные заявления по новозеландскому телевидению.
В 2008 году Фарли опубликовала на своем веб-сайте критику отчета Новозеландского комитета по пересмотру закона о проституции, после чего на неё была подана официальная жалоба в Американскую психологическую ассоциацию. В жалобе было указано на несколько примеров «фактических ошибок, которые кажутся намеренно созданными, чтобы ввести людей в заблуждение» :1.APA не ответила на эту жалобу, и ассоциация даже не уведомила Фарли об этом.
В заключении Верховного суда Онтарио от сентября 2010 года судья подвергла критике компетенцию Фарли, как свидетеля-эксперта по иску о неконституционности канадских законов, ограничивающих проституцию.

## Работы
- Women in prostitution: support for survivors - training for sexual assault counselors / Farley. — Oakland, California : California Coalition Against Sexual Assault (CALCASA), 1999.
- Farley, Melissa; Cotton, A; Lynne, J; Zumbeck, S; Spiwak, F; Reyes, ME; Alvarez, D; Sezgin, U (January 2004). Prostitution and trafficking in nine countries: Update on violence and posttraumatic stress disorder. Journal of Trauma Practice. 2 (3–4): 33–74. doi:10.1300/J189v02n03_03.{{cite journal}}:  Википедия:Обслуживание CS1 (множественные имена: authors list) (ссылка) (PDF)
- Prostitution, trafficking and traumatic stress / Farley. — Binghamton, New York : Haworth Maltreatment & Trauma Press, 2004. — ISBN 9781136764905. Pdf.
- Prostitution and trafficking in Nevada: making the connections / Farley. — San Francisco : Prostitution Research and Education, 2007. — ISBN 9780615162058.
- Farley, Melissa; Macleod, Jan; Anderson, Lynn; Golding, Jacqueline (2008). Challenging men’s demand for prostitution in Scotland: a research report based on interviews with 110 men who bought women in prostitution (PDF). Glasgow, Scotland: Women’s Support Project. ISBN 9780955897603.
- Farley, Melissa. Men who buy sex: who they buy and what they know / Melissa Farley, Jacqueline M. Golding, Julie Bindel. — London / San Francisco : Eaves / Prostitution Research & Education, 2009.
- Farley, Melissa; Matthews, Nicole; Deer, Sarah; Lopez, Guadalupe; Stark, Christine; Hudon, Eileen (2011) Garden of Truth: the Prostitution and Trafficking of Native Women in Minnesota. A project of Minnesota Indian Women’s Sexual Assault Coalition and Prostitution Research and Education, William Mitchell College of Law, Saint Paul, Minnesota, 27 October 2011.